# Kriegskreuz für Zivilverdienste

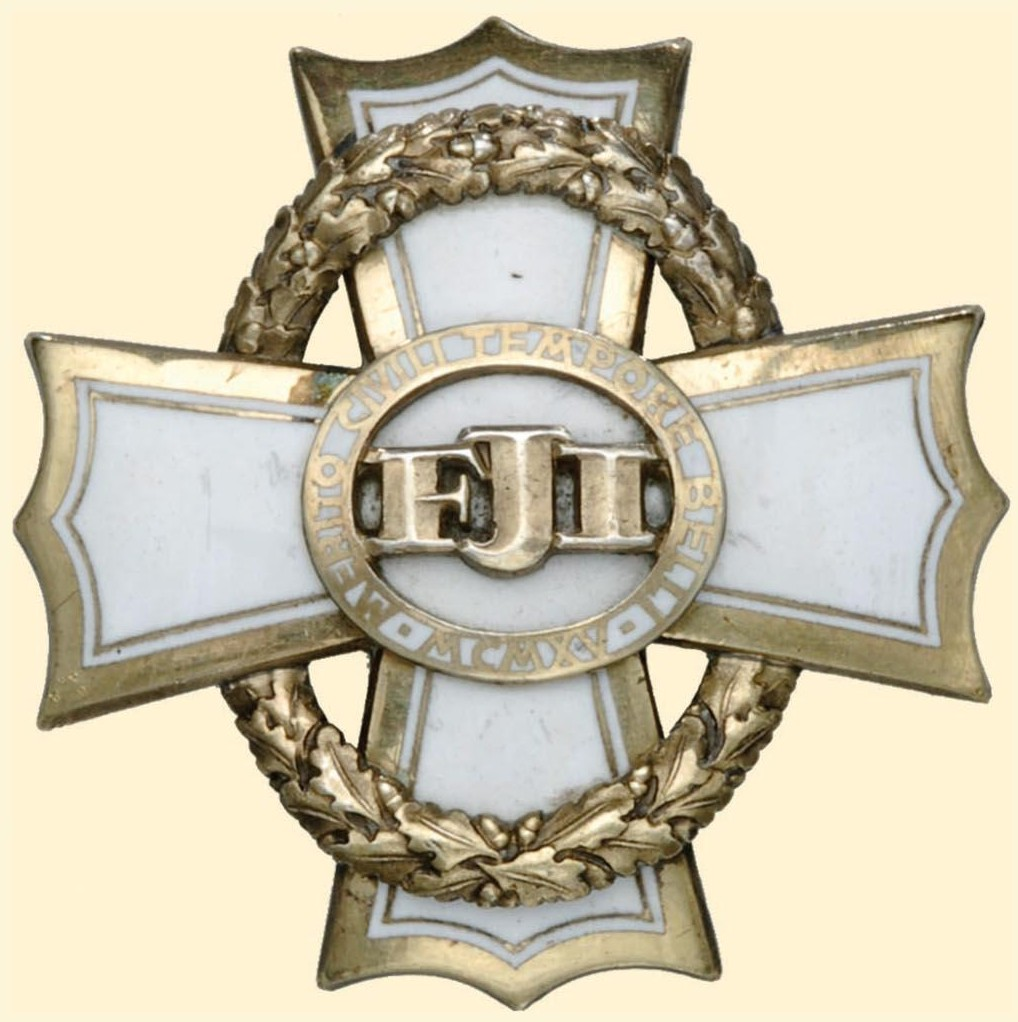
Kriegskreuz für Zivilverdienste

Das Kriegskreuz für Zivilverdienste wurde am 16. August 1915 durch Kaiser Franz Joseph I. von Österreich-Ungarn gestiftet, die Statuten mit vier Klassen wurden am 8. Februar 1916 genehmigt. Der Orden war zur Belohnung für Zivilpersonen gedacht, aber auch von Militärs, die nicht direkt am Kampf beteiligt waren, und die sich im Ersten Weltkrieg durch hervorragenden Eifer und Opferbereitschaft hervorgetan haben, und der österreichisch-ungarischen Regierung besondere Unterstützung haben zukommen lassen. Dies war die letzte Auszeichnung, die unter der Regierungszeit von Kaiser Franz Joseph I. gestiftet wurde.

## Ordensdekoration
Das Ordenszeichen hat die Form eines Tatzenkreuzes und die waagrechten Kreuzarme sind mit einem Eichenlaubkranz unterlegt, während bei den senkrechten der Kranz aufliegt. Im emaillierten Medaillon die goldenen Lettern des Stifters F J I (Franz Joseph Imperator) sowie umlaufend ebenfalls in goldener Schrift MERITO CIVILI TEMPORE BELLI · MCMXV ·.
Die Kreuze der I. und II. Klasse sind vergoldet, die der III. Klasse versilbert und die der IV. Klasse aus Bronze. Mit Ausnahme der letzten Klasse sind die Kreuzearme außerdem mit Emaille belegt. Der Durchmesser der (sehr selten verliehenen) I. Klasse beträgt 64 mm, bei den übrigen Klassen 44 mm.

## Trageweise

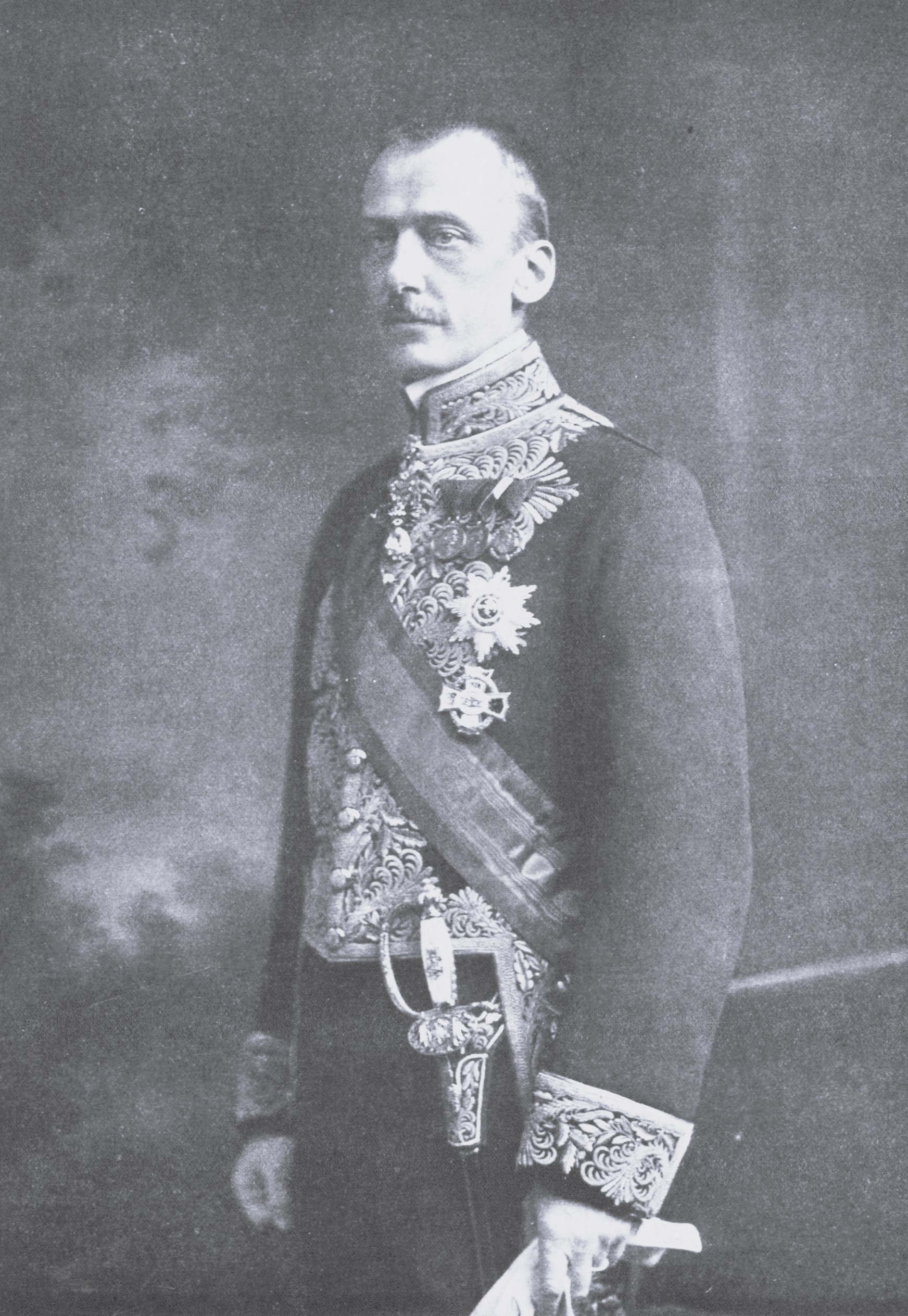
Ottokar Czernin mit dem Kriegskreuz für Zivilverdienste erster Klasse unter dem Großkreuz des k.u. Sankt Stephans-Ordens (1918)

Getragen wurde die Auszeichnung als Steckorden auf der linken Brust.

## Sonstiges
Ein einziges Mal wurde die I. Klasse auch mit Brillanten verliehen. Bei dem Ausgezeichneten handelte es sich um den bevollmächtigten Botschafter Kajetan Mérey von Kapos-Mére anlässlich der Friedensverhandlungen von Brest-Litowsk.